# Bissarpi
Bissarpi (russisch Бисарпи) ist ein Dorf im Rajon Balesino der Republik Udmurtien in Russland.
Bissarpi liegt auf einer Höhe von etwa 175 Metern über dem Meeresspiegel. Es ist heute Ortsteil von Wojegurt, das etwa vier Kilometer östlich liegt. Das Rajonverwaltungszentrum Balesino befindet sich zehn Kilometer nördlich.